# Muschampia tessellum

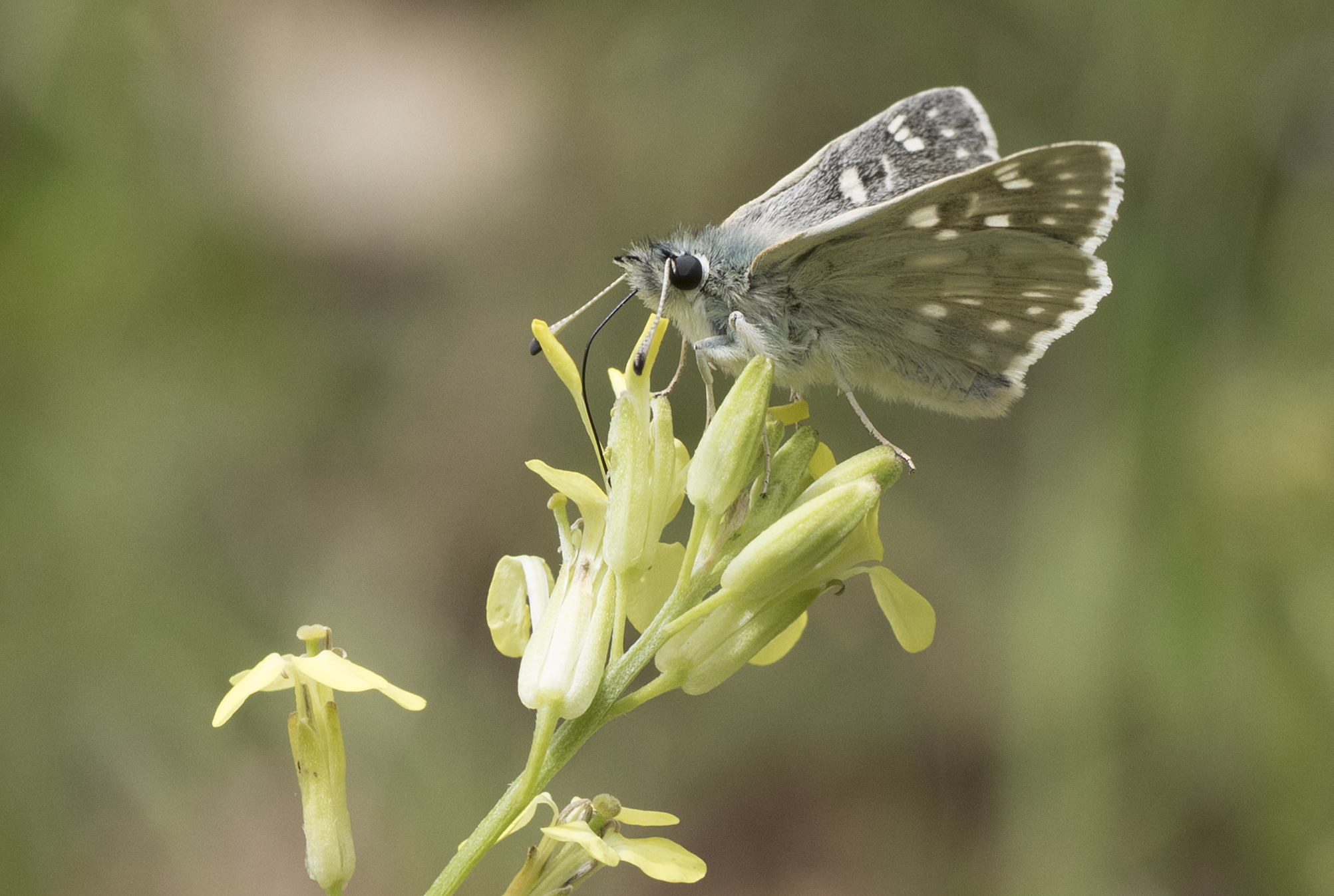
Flügelunterseite

Muschampia tessellum ist ein Schmetterling aus der Familie der Dickkopffalter (Hesperiidae).

## Merkmale
Die Vorderflügellänge beträgt 13 bis 16 mm. Die Oberseite ist grundsätzlich dunkelgrau gefärbt mit großen weißen Flecken auf den Vorder- und Hinterflügeln. Auf den Vorderflügeln befinden sich ebenfalls ein Paar Diskalflecke in Zelle 1b. Die Unterseite ist hell und olivbraun gefärbt. Die Basis ist etwas dunkler. Beide Geschlechter tragen dieselben Flügelzeichnungen.
Die Raupen sind zunächst blaugrau mit einer z. T. unterbrochenen schwarzen Rückenlinie. Die Nebenrückenlinien sind nur schwach angedeutet und zur Bauchseite weiß gefasst. Der Kopf ist schwarz mit einem braunen Nackenschild. Spätere Raupenstadien sind hellgraublau mit einem schwarzen Kopf und einem hellbraunen bis fast gelblichen Nackenschild. Die Rückenlinie ist in Muster gelängter Punkte aufgelöst. Zwei weitere Punktreihen befinden sich an der Seite. Das Analschild ist hellbraun gefärbt. Die Raupen sind in allen Stadien stark behaart. Die Puppe ist nahezu schwarz mit glänzender Oberfläche und nur sehr schwacher bläulicher Bereifung.

## Geographisches Vorkommen und Lebensraum
Muschampia tessellum ist von der südlichen Balkanhalbinsel (Mazedonien, Bulgarien, Griechenland und Europäischer Teil der Türkei) über die Ukraine,  Südrussland (nach Norden bis in die Region um Moskau) und Kleinasien, Südsibirien, die Mongolei ostwärts bis zum Amurland verbreitet. Die Art kommt in sonnigen, nur mäßig trockenen, extensiv genutzten Weidelandschaften vor, in Höhenlagen zwischen 500 und 1600 m über NN.

## Lebensweise
Die Falter in Europa fliegen von Ende Mai bis Mitte August, mit einem Höhepunkt Anfang Juni in einer Generation. Im Altai wurden die Falter von Mai bis Juli beobachtet. Die Raupe ernährt sich von Brandkräutern (Phlomis). Bisher ist für Griechenland nur Phlomis samia bestätigt, für den Südural Phlomis tuberosa. Die Art überwintert als L2 oder ev. als L3-Raupe.